# Bielokarpatské podhorie
Bielokarpatské podhorie je geomorfologický podcelek Považského podolia. Leží v západní části území, v jižní části středního Pováží, mezi Novým Mestom nad Váhom a Pruským.

## Polohopis
Podcelek leží v jižní polovině Povážského podolia a lemuje jeho západní okraj v podhůří Bílých Karpat. Ty vymezují Bielokarpatské podhorie ze severozápadu, a to podcelky Vršatské bradla, Kobylináč, Súčanská vrchovina a Bošácké bradla. Na západě navazuje Myjavská pahorkatina a Čachtické Karpaty (podcelek Malých Karpat), jižním směrem navazuje rovinatá Podunajská pahorkatina s podcelky Trnavská pahorkatina a Dolnovážska niva. Jihovýchodní směr následně sousedí s podcelky Považského podolia, Trenčianskou a Ilavskou kotlinou. 

## Ochrana přírody
Území se okrajově dotýká CHKO Bílé Karpaty, ale je zde několik maloplošných chráněných území:
- Kobela - přírodní rezervace
- Turecký vrch - přírodní rezervace
- Hajnica - přírodní rezervace
- Haluzická tiesňava - přírodní památka
- Drietomské bradlo - přírodní památka
- Súčanka - přírodní památka
- Babiná - přírodní památka
- Skalice - přírodní památka [2]

## Doprava
Území protíná několik významných cest, mezi nimi silnice I / 54, I / 9 nebo I / 57, které se připojují na silnici I / 61. Ta vede spolu s železniční tratí Bratislava - Žilina údolím Váhu a Bielokarpatským podhoriem vede jen okrajově při Novém Mestě nad Váhom. Z Nemšové na Moravu vede železniční trať Trenčianska Teplá - Vlársky průsmyk.